# Греческая добровольческая гвардия
Греческая добровольческая гвардия (серб. Грчка добровољачка гарда, греч. Ελληνική Εθελοντική Φρουρά) — самое крупное и хорошо организованное военное движение добровольцев из Греции, которое принимало участие в Боснийской войне на стороне боснийских сербов. Члены данного военно-добровольческого формирования принимали активное участие в боях в Сребренице, где по утверждению боснийских мусульман и МТБЮ была устроена резня и пострадало большое количество мусульман.
Активную поддержку для Греческой добровольческой гвардии оказывал генерал Ратко Младич, по его инициативе в Сребренице был поднят греческий флаг.
Первый отряд греческих добровольцев прибыл в Боснию в 1993 году, он был немногочисленным, по некоторым данным его численность не превышала 30 человек. Однако, к марту 1995 года, контингент греческих добровольцев изрядно пополнился, прибыли порядка ста греческих добровольцев, преимущественно это были участники таких радикальных ультраправых организаций, как Хриси Авги. Однако, исходия из публикаций итальянского журнала «Raid» и других, в том числе греческих публикаций — единым отрядом они всё ещё не действовали.
Греческая добровольческая гвардия вошла в состав Дринского корпуса Вооружённых сил Республики Сербской этот корпус имел собственную символику в виде белого двуглавого орла на чёрном фоне. Во главе гвардии стояли сербские офицеры, а корпус был основан во Власенице, где сербами была проведена «этническая чистка» — после боев в этом районе из города было выгнано большинство мусульманского населения. Большинство участников данного добровольческого корпуса были мотивированы тем, что считали необходимостью оказать помощь своим «православным братьям» сербам в бою.
К этому их призывал ещё архиепископ Серафим, который в Афинах пригласил лидера боснийских сербов Радована Караджича в 1993 году. Это был массовый митинг, на котором Радован Караджич заявил: «У нас есть только Бог и греки на нашей стороне», что незамедлительно подействовало на греков, желающих принять участие в войне.

## Присутствие в Сребренице в июле 1995 года
Греческие добровольческие подразделения подняли греческий флаг над Сребреницей после того, как город пал. В доказательство этому служат видеозапись событий и отрывки из перехваченных переговоров армии боснийских сербов, в котором был конкретный запрос Ратко Младича поднять греческий флаг в честь добровольцев.
Отчет Голландского NIOD в 2002 году показал и то, что Греция осуществляла поставки стрелкового оружия и боеприпасов для армии боснийских сербов в период между 1994 и 1995 годами.
Как сообщает агентство France Presse, десятки греческих добровольцев-неонацистов принимали участие в резне в Сребренице. Несколько участников событий с греческой стороны были также опрошены в греческих СМИ, где они подтвердили данную информацию.

## «Unholy Alliance» и «Греческий путь»
В книге «Unholy Alliance», которая была опубликована в 2002 году, греческий автор Такис Михас сослался на обзор еженедельника «Global» про Сараево, в котором указано, что греческие военизированные формирования присутствовали на массовых убийствах мусульман в Сребренице и даже подняли там свой флаг. Там же были опубликованы и фотографии добровольцев.
Также он рассказал о том, как Радован Караджич впоследствии награждал добровольцев. В сентябре 1995 года четверо бойцов греческой добровольческой гвардии были удостоены Ордена Белого Орла в честь Радована Караджича. Биляна Плавшич также сообщает и то, что часть греческих священнослужителей, которые оказали духовную поддержку бойцам на фронте, также были награждены.

## В общественности
В 2005 году греческий депутат Андреас Андрианопулос призвал провести расследование. 10 июля 2005 года 163 греческих учёных, журналистов и политических активистов выступили с призывом к Греции официально извиниться перед жертвами Сребреницы за жестокость своих граждан, которые добровольно принимали участие в конфликте.

## Ответ на обвинения добровольцев
В 2007 году в греческой националистической газете «Eleftheri ora Kyriakos Katharios» написано, что члены греческой добровольческой гвардии не участвовали в массовых убийствах, однако, они признавали присутствие греческого флага. Также было заявлено, что награды, полученные от сербского руководства, не были связаны с данным инцидентом.